# Fuminosato (métro d'Osaka)
Fuminosato (文の里駅, Fuminosato-eki) est une station du métro d'Osaka sur la ligne Tanimachi, située dans l'arrondissement d'Abeno à Osaka.

## Situation sur le réseau
La station Fuminosato est située au point kilométrique (PK) 19,5 de la ligne Tanimachi.

## Histoire
La station a été inaugurée le 27 novembre 1980.

## Services aux voyageurs

### Accès et accueil
La station est ouverte tous les jours.

### Desserte
- Ligne Tanimachi :
  - voie 1 : direction Yaominami
  - voie 2 : direction Dainichi

### Intermodalité
La station de métro Showacho (ligne Midōsuji) est située à proximité.

## Dans les environs
- Osaka Municipal College of Design (en)
- Parc Momogaike (ja)